# Victoria van Saksen-Coburg-Gotha-Koháry

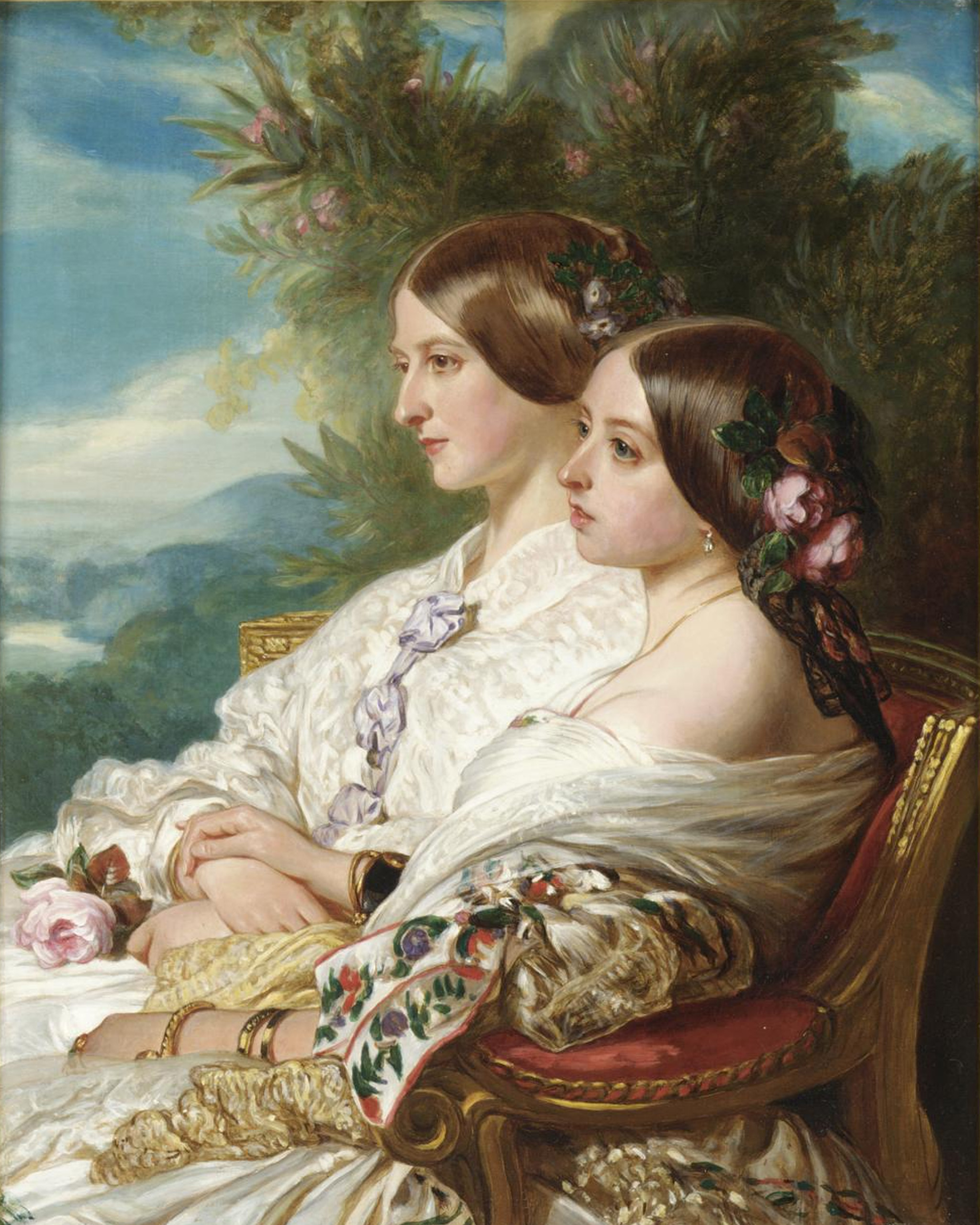
Franz Xaver Winterhalter: Victoria van Saksen-Coburg-Gotha-Koháry met haar eerstegraads nicht, de Britse koningin Victoria, ca. 1852

Victoria Francisca Antoinette Juliana Louise van Saksen-Coburg-Gotha-Koháry (Wenen, 16 februari 1822 – Esher, Surrey, 10 november 1857) was een dochter van Ferdinand George August van Saksen-Coburg-Saalfeld-Koháry en van Antonia Koháry.

Zij huwde in 1840 met Lodewijk van Orléans, hertog van Nemours en zoon van koning Lodewijk Filips I van Frankrijk.
Victoria en Lodewijk kregen vier kinderen:
- Gaston (1842-1922), gehuwd met kroonprinses Isabella van Brazilië, dochter van keizer Peter II
- Ferdinand van Alençon-Orléans (1844-1910), gehuwd met Sophie in Beieren, dochter van Maximiliaan Jozef in Beieren
- Marguerite d'Orléans (1848-1896), gehuwd met de Poolse prins Wladislaw Czartoryski (1828-1894)
- Blanche d'Orléans (1857-1932)

## Voorouders
| Voorouders van Victoria van Saksen-Coburg-Gotha-Koháry | Voorouders van Victoria van Saksen-Coburg-Gotha-Koháry                                                               | Voorouders van Victoria van Saksen-Coburg-Gotha-Koháry                                                               | Voorouders van Victoria van Saksen-Coburg-Gotha-Koháry                                                    | Voorouders van Victoria van Saksen-Coburg-Gotha-Koháry                                                    | Voorouders van Victoria van Saksen-Coburg-Gotha-Koháry                                                 | Voorouders van Victoria van Saksen-Coburg-Gotha-Koháry                                                 | Voorouders van Victoria van Saksen-Coburg-Gotha-Koháry                                                 | Voorouders van Victoria van Saksen-Coburg-Gotha-Koháry                                                 |
| ------------------------------------------------------ | --- | --- | --- | --- | --- | --- | --- | --- |
| Overgrootouders                                        | Ernst Frederik van Saksen-Coburg-Saalfeld (1724-1800) ∞ 1749 Sofie Antoinette van Brunswijk-Wolfenbüttel (1724-1802) | Ernst Frederik van Saksen-Coburg-Saalfeld (1724-1800) ∞ 1749 Sofie Antoinette van Brunswijk-Wolfenbüttel (1724-1802) | Hendrik XXIV van Reuss-Ebersdorf (1724-1779) ∞ 1754 Caroline Ernestine van Erbach-Schönberg (1727-1796)   | Hendrik XXIV van Reuss-Ebersdorf (1724-1779) ∞ 1754 Caroline Ernestine van Erbach-Schönberg (1727-1796)   | Ignác József Anton Franz Xaver (17926-1777) ∞ Maria Gabriella Cavriani di Imena (1736-1803)            | Ignác József Anton Franz Xaver (17926-1777) ∞ Maria Gabriella Cavriani di Imena (1736-1803)            | George Christian of Waldstein-Wartenberg (-) ∞ Elisabeth ? (–)                                         | George Christian of Waldstein-Wartenberg (-) ∞ Elisabeth ? (–)                                         |
| Grootouders                                            | Frans van Saksen-Coburg-Saalfeld (1750-1806) ∞ 1777 Augusta van Reuss-Ebersdorf en Lobenstein (1757-1831)            | Frans van Saksen-Coburg-Saalfeld (1750-1806) ∞ 1777 Augusta van Reuss-Ebersdorf en Lobenstein (1757-1831)            | Frans van Saksen-Coburg-Saalfeld (1750-1806) ∞ 1777 Augusta van Reuss-Ebersdorf en Lobenstein (1757-1831) | Frans van Saksen-Coburg-Saalfeld (1750-1806) ∞ 1777 Augusta van Reuss-Ebersdorf en Lobenstein (1757-1831) | Frans Jozef (Ferenc József) Koháry (-) ∞ Maria Antonia Waldstein (–)                                   | Frans Jozef (Ferenc József) Koháry (-) ∞ Maria Antonia Waldstein (–)                                   | Frans Jozef (Ferenc József) Koháry (-) ∞ Maria Antonia Waldstein (–)                                   | Frans Jozef (Ferenc József) Koháry (-) ∞ Maria Antonia Waldstein (–)                                   |
| Ouders                                                 | Ferdinand George August van Saksen-Coburg-Saalfeld-Koháry (1785-1851) ∞ Antonia van Koháry (1757-1831)               | Ferdinand George August van Saksen-Coburg-Saalfeld-Koháry (1785-1851) ∞ Antonia van Koháry (1757-1831)               | Ferdinand George August van Saksen-Coburg-Saalfeld-Koháry (1785-1851) ∞ Antonia van Koháry (1757-1831)    | Ferdinand George August van Saksen-Coburg-Saalfeld-Koháry (1785-1851) ∞ Antonia van Koháry (1757-1831)    | Ferdinand George August van Saksen-Coburg-Saalfeld-Koháry (1785-1851) ∞ Antonia van Koháry (1757-1831) | Ferdinand George August van Saksen-Coburg-Saalfeld-Koháry (1785-1851) ∞ Antonia van Koháry (1757-1831) | Ferdinand George August van Saksen-Coburg-Saalfeld-Koháry (1785-1851) ∞ Antonia van Koháry (1757-1831) | Ferdinand George August van Saksen-Coburg-Saalfeld-Koháry (1785-1851) ∞ Antonia van Koháry (1757-1831) |
| Victoria van Saksen-Coburg-Gotha-Koháry (1922-1857)    | | | | | | | | |